# 里普斯多夫
里普斯多夫（德語：Riepsdorf）是德国石勒苏益格－荷尔斯泰因州的一个市镇。总面积25.81平方公里，总人口1007人，其中男性513人，女性494人（2011年12月31日），人口密度39人/平方公里。